# Ekonomska, socijalna i kulturna prava
Ekonomska, socijalna i kulturna prava su socijalno-ekonomska ljudska prava, poput prava na obrazovanje, prava na stanovanje, prava na odgovarajući životni standard, prava na zdravlje, prava žrtava i prava na znanost i kulturu. Ekonomska, socijalna i kulturna prava prepoznata su i zaštićena međunarodnim i regionalnim instrumentima zaštite ljudskih prava. Države članice imaju zakonsku obvezu poštovati, štititi i ispunjavati ekonomska, socijalna i kulturna prava i od njih se očekuje da poduzimaju "progresivne mjere" radi njihovog ostvarivanja.
Opća deklaracija o ljudskim pravima priznaje niz ekonomskih, socijalnih i kulturnih prava, dok je Međunarodni pakt o ekonomskim, socijalnim i kulturnim pravima (ICESCR) primarni međunarodni pravni izvor ekonomskih, socijalnih i kulturnih prava. Konvencija o pravima djeteta i Konvencija o uklanjanju svih oblika diskriminacije žena prepoznaje i štiti mnoga ekonomska, socijalna i kulturna prava priznata ICESCR-om u odnosu na djecu i žene. Konvencija o uklanjanju svih oblika rasne diskriminacije zabranjuje diskriminaciju na temelju rasnog ili etničkog podrijetla u odnosu na niz ekonomskih, socijalnih i kulturnih prava. Konvencija o pravima osoba s invaliditetom također zabranjuju svaku diskriminaciju na temelju invalidnosti, uključujući odbijanje razumne prilagodbe koja se odnosi na puno uživanje ekonomskih, socijalnih i kulturnih prava.

### Međunarodni i regionalni instrumenti za zaštitu ljudskih prava
Ekonomska, socijalna i kulturna prava prepoznata su i zaštićena nizom međunarodnih i regionalnih instrumenata za zaštitu ljudskih prava.

#### Međunarodni instrumenti za zaštitu ljudskih prava
██ potpisale i ratificirale sporazum
██ potpisale, ali nisu ratificirale sporazum
██ nisu ni potpisale ni ratificirale sporazum
Opća deklaracija o ljudskim pravima, koju je usvojila Opća skupština UN-a 1948. jedan je od najvažnijih izvora ekonomskih, socijalnih i kulturnih prava. Deklaracija prepoznaje pravo na socijalnu sigurnost u članku 22. Pravo na rad u članku 23. Pravo na odmor i razonodu u članku 24. Pravo na odgovarajući životni standard u članku 25. Pravo na obrazovanje u članku 26. i pravo na dobrobiti znanosti i kulture u članku 27.
Međunarodni pakt o ekonomskim, socijalnim i kulturnim pravima (ICESCR) primarni je međunarodni pravni izvor ekonomskih, socijalnih i kulturna prava. Pakt priznaje i štiti pravo na rad i na pravedne i sigurne uvjete rada u člancima 6. i 7. Pravo na učlanjenje u sindikate i poduzimanje kolektivnih sindikalnih akcija u članku 8. Pravo na socijalnu sigurnost u članku 9. Pravo na zaštitu obitelji uključujući zaštitu majki i djece u članku 10. Pravo na odgovarajući životni standard, uključujući pravo na hranu i pravo na stanovanje, u članku 11. Pravo na zdravlje u članku 12. Pravo na obrazovanje u članku 13. kao i pravo na sudjelovanje u kulturnom životu i pravo na dobrobiti znanosti i kulture u članku 15. Međunarodni pakt o građanskim i političkim pravima, usvojen istodobno s ICESCR-om, prepoznaje i štiti brojna ključne ekonomska, socijalna i kulturna prava, uključujući pravo na pridruživanje sindikatima u članku 22. i pravo etničkih, vjerskih ili jezičnih manjina da njeguju vlastitu kulturu, prakticiraju svoju religiju i koriste svoj jezik u članku 27.
Niz drugih važnih međunarodnih instrumenata o zaštiti ljudskih prava sadrži odredbe koje se odnose na ekonomska, socijalna i kulturna prava. Konvencija o pravima djeteta prepoznaje i štiti mnoga ekonomska, socijalna i kulturna prava djece priznata u ICESCR-u, uključujući i pravo na zdravlje u članak 24. Pravo na socijalnu sigurnost u članku 25. Pravo na odgovarajući životni standard u članku 27. Pravo na obrazovanje u članku 28. i pravo na zaštitu od ekonomskog iskorištavanja (dječji rad) u članku 32.  
Konvencija o uklanjanju svih oblika rasne diskriminacije zabranjuje diskriminaciju na temelju rasnog ili etničkog podrijetla u odnosu na niz ekonomskih, socijalnih i kulturnih prava. Konvencija o uklanjanju svih oblika diskriminacije žena potvrđuje brojna ekonomska, socijalna i kulturna prava žena. Konvencija Međunarodne organizacije rada (ILO) štiti niz ekonomskih, socijalnih i kulturnih prava povezanih s radom. Preporuke o znanosti i znanstvenim istraživačima predstavljaju zajednički globalni standard koji su dogovorile 195 država, a Preporukom se štite i ponovno potvrđuju znanstvene slobode, prava znanstvenika i prava subjekata istraživanja, te pravo svakoga na znanost.

#### Regionalni instrumenti za zaštitu ljudskih prava
Afrička povelja o ljudskim pravima i pravima naroda štiti pravo na rad u članku 15. Pravo na zdravlje u članku 16. a pravo na obrazovanje u članku 17. Europska socijalna poveljaštiti širok spektar ekonomskih, socijalnih i kulturnih prava, uključujući pravo na rad, na sigurne uvjete rada, pravo na članstvo u sindikatima i poduzimanje kolektivne sindikalnih akcija u člancima od 1. do 10. Pravo na zdravlje u članku 11. Pravo na socijalnu sigurnost, uključujući pravo na medicinsku pomoć i pravo na usluge socijalne skrbi, u člancima 12. do 14. Zaštita posebno ranjivih skupina sadržana je u člancima 15. do 17. i 19. Pravo na stanovanje u članku 31. Protokol iz San Salvadora štiti niz ekonomskih, socijalnih i kulturnih prava u okviru Međuameričkog sustava ljudskih prava.

### Sekundarni pravni izvori
Postoji niz sekundarnih pravnih izvora o ekonomskim, socijalnim i kulturnim pravima koji daju smjernice za njihove normativne definicije. Važan sekundarni pravni izvor je Odbor Ujedinjenih naroda za ekonomska, socijalna i kulturna prava koji nadgleda provedbu Međunarodnog pakta o ekonomskim, socijalnim i kulturnim pravima (ICESCR). Odbor je imao središnje mjesto u razvoju normativnih definicija ključnih ekonomskih, socijalnih i kulturnih prava, tumačenju uloge država u provedbi ICESCR-a, te praćenju zaštite i kršenja ICESCR prava. Odbor također izdaje upute u obliku općih komentara.
Ostali važni sekundarni pravni izvori o ekonomskim, socijalnim i kulturnim pravima su Limburška načela o provedbi Međunarodnog pakta o ekonomskim, socijalnim i kulturnim pravima iz 1987. i Smjernice o kršenju ekonomskih, socijalnih i kulturnih prava iz Maastrichta iz 1997. Limburški principi su se široko koristili u nacionalnim pravnim sustavima kao interpretacijski alat za utvrđivanje kršenja ekonomskih, socijalnih i kulturnih prava. Smjernice iz Maastrichta temelje se na Limburškim načelima i identificiraju pravne implikacije djela i propusta koji predstavljaju kršenje ekonomskih, socijalnih i kulturnih prava.
Razni posebni izvjestitelji Ujedinjenih naroda utjecali su na normativni razvoj ekonomskih, socijalnih i kulturnih prava. Vijeće za ljudska prava Ujedinjenih naroda imenuje ključne izvjestitelje, koji između ostalih uključuju posebnog izvjestitelja za ostvarivanje ekonomskih, socijalnih i kulturnih prava, posebnog izvjestitelja za pravo na primjereno stanovanje, posebnog izvjestitelja za pravo na obrazovanje i posebnog izvjestitelja za nasilje nad ženama.

### Nacionalniustavi
Niz nacionalnih ustava priznaje ekonomska, socijalna i kulturna prava. Primjerice, Ustav Južne Afrike iz 1996. uključuje ekonomska, socijalna i kulturna prava i južnoafrički Ustavni sud saslušao je zahtjeve u skladu s tim obvezama (npr. slučaj Treatment Action Campaign).
Indijski ustav, koji ne priznaje izričito ekonomska i socijalna prava, unatoč tome tvrdi da ta prava postoje izvedena iz prava na život.
Dugo se smatralo da je ustavno priznavanje ekonomskih, socijalnih i kulturnih prava kontraproduktivno, budući da bi sudovi u procesima mogli doći u situaciju da na temelju njih donose sudske presude, a time bi poremetili demokratske lance odgovornosti izabranih grana vlasti. Unatoč tome, rastuća literatura na globalnom Jugu dokumentira vrlo različite pravosudne prakse.

### Odgovornost države
Ekonomska, socijalna i kulturna prava sadržana u međunarodnim i regionalnim instrumentima o ljudskim pravima pravno su obvezujuća. Države članice imaju zakonsku obvezu poštovati, štititi i ispunjavati ta prava. Točna priroda obaveza država u tom pogledu načelno je utvrđena Međunarodnim paktom o ekonomskim, socijalnim i kulturnim pravima (ICESCR). Uz to je uspostavljen i Neobvezujući protokol uz Međunarodni pakt o ekonomskim, socijalnim i kulturnim pravima u skladu s Bečkom deklaracijom i programom djelovanja.
Države su prema Međunarodnom paktu (ICESCR) dužne poduzeti "progresivne mjere" u pravcu ispunjavanja ICESR prava. Iako trenutno ispunjenje možda neće biti moguće zbog ekonomske situacije u zemlji, odgađanje proaktivnog djelovanja nije dopušteno. Države moraju uložiti istinske napore kako bi osigurale ekonomska, socijalna i kulturna prava sadržana u ICESCR-u. Dokazivanje proaktivnog djelovanja smatra se obavezom država. Zabrana diskriminacije u vezi s ekonomskim, socijalnim i kulturnim pravima ima trenutni učinak. Države moraju ukinuti zakone, politike i prakse koji onemogućuju jednako uživanje ekonomskih, socijalnih i kulturnih prava i poduzeti mjere za sprečavanje diskriminacije u javnom životu. Sve države, bez obzira na ekonomsku situaciju u zemlji ili nedostatak resursa, dužne su osigurati poštovanje minimalnih prava na život za sve. Države također moraju svima osigurati pravedan pristup i korištenje raspoloživih resursa. Stoga bi vladine odluke o distribuciji resursa trebale biti javno dostupne. Same zakonodavne mjere nisu dovoljne da osiguraju poštovanje Međunarodnog pakta (ICESCR) i od država se očekuje da osiguraju mogućnost pravnog lijeka, kao dopunu administrativnim, financijskim, obrazovnim i socijalnim mjerama.

### Okvir praćenja, primjene i provedbe
Međuvladine organizacije kao i nevladine organizacije (NVO) uporno su zanemarivale ekonomska, socijalna i kulturna prava tijekom posljednjih 50 godina. Iako se kaže da su sva ljudska prava "jednaka, nedjeljiva, međusobno povezana i međusobno ovisna", okvir za praćenje, primjenu i provedbu ekonomskih, socijalnih i kulturnih prava manje je razrađen od okvira za građanska i politička prava. Međunarodni mehanizmi primjene najjači su za građanska i politička prava i njihovo se kršenje smatra ozbiljnijim od kršenja ekonomskih, socijalnih i kulturnih prava. Malen je broj međunarodnih nevladinih organizacija koje se usredotočuju na ekonomska, socijalna i kulturna prava, a malo je i pravnika koji imaju znanje ili iskustvo njihove obrane na nacionalnoj ili međunarodnoj razini. Također, manja je vjerojatnost da će, za razliku od građanskih i političkih prava, ekonomska, socijalna i kulturna prava biti zaštićena nacionalnim ustavima.
Opća skupština Ujedinjenih naroda 2008. usvojila je Neobvezujući protokol uz Međunarodni pakt o ekonomskim, socijalnim i kulturnim pravima, koji Odboru za ekonomska, socijalna i kulturna prava daje ovlast da prima i razmatra predstavke pojedinaca koji tvrde da država krši njihova prava zajamčena Međunarodnim paktom. Protokol je stupio na snagu 5. svibnja 2013.
Države su se na Općoj konferenciji UNESCO-a 2017. vezano za zajedničke globalne standarde u Preporuci o znanosti i znanstvenim istraživačima, dogovorile da usvoje obvezu četverogodišnjeg izvještavanja o provedbi. Također su se složile da je Izvršni odbor UNESCO-a nadležan za praćenje provedbe, oslanjajući se na mrežu UNESCO-ovih nacionalnih komisija i akademskih partnera u pojedinim zemljama kako bi osigurale provedbu i nadzor na nacionalnoj razini. Za druge ključne, gore spomenute, međunarodne konvencije o ljudskim pravima postoje razna druga tijela koja osiguravaju njihovo praćenje i provedbu. Svako od tih tijela može Vijeću za ljudska prava proslijediti izvještaje o pojedinačnim slučajevima kada se uoče nepravilnosti u Općem periodičnom izvještaju.

### Obrazovanjeje ljudsko pravo
Obrazovanje je zajamčeno kao ljudsko pravo u mnogim ugovorima o ljudskim pravima, uključujući:
- Konvencija protiv diskriminacije u obrazovanju (1960, CADE)
- Međunarodni pakt o ekonomskim, socijalnim i kulturnim pravima (1966, ICESCR)
- Konvencija o uklanjanju svih oblika diskriminacije žena (1979, CEDAW)
- Konvencija o pravima djeteta (1989., CRC).

Pravo na obrazovanje pojedinca stavlja u središte obrazovnih okvira.
Obrazovanje kao ljudsko pravo ima sljedeće značajke:
- to je pravo: obrazovanje nije privilegija niti je podložno političkim ili dobrotvornim hirovima. Obrazovanje je ljudsko pravo. Postavlja obvezne zahtjeve nositeljima dužnosti (posebno državi, ali i roditeljima, djeci i drugim akterima).
- univerzalno je: Svatko ima pravo na obrazovanje bez diskriminacije. To uključuje djecu, adolescente, mlade, odrasle i starije ljude.
- ima visoki prioritet: obrazovanje je ključni prioritet države. Obveza osiguranja prava na obrazovanje se ne može odbaciti.
- to je ključno pravo: obrazovanje je ključno za osiguravanje svih ostalih ljudskih prava. Ima ekonomsku, socijalnu, kulturnu, građansku i političku dimenziju.

Pravo na obrazovanje državama postavlja zakonske obveze prilikom donošenja odluka o obrazovanju i obrazovnom sustavom. Ono definira minimalni međunarodno dogovoreni normativni okvir ispod kojeg države ne smiju ići u pogledu obrazovanja svojih državljana i ne-državljana.
Ovi standardi definiraju što države moraju činiti a što izbjegavati kako bi se osiguralo dostojanstvo pojedinca. Pravo na obrazovanje je široko i pokriva mnoge aspekte obrazovanja. To znači da se za posebna područja koja se odnose na obrazovanje države moraju ponašati u okvirima definiranim međunarodnim zakonodavstvom o ljudskim pravima.

### Zagovaranje
Grupe za umrežavanje, kao što je ESCR-Net, rade na stvaranju internetskih izvora i širenju informacija o dobrim praksama, inicijativama i radnim skupinama koje promiču ideale i slave pobjede inicijativa za ljudska prava. Trenutno skupine za zagovaranje ljudskih prava marljivo rade na usavršavanju pravila, propisa i provedbenih shema.

### Teorija otri generacije ljudskih prava
Prema teoriji Karela Vasaka o tri generacije ljudskih prava, ekonomska, socijalna i kulturna prava smatraju se pravima druge generacije, dok građanska i politička prava, poput slobode govora, prava na pošteno suđenje i pravo glasa smatraju se pravima prve generacije. Teorija negativnih i pozitivnih prava smatra ekonomska, socijalna i kulturna prava pozitivnim pravima.